# Grand Prix Abu Zabi 2017

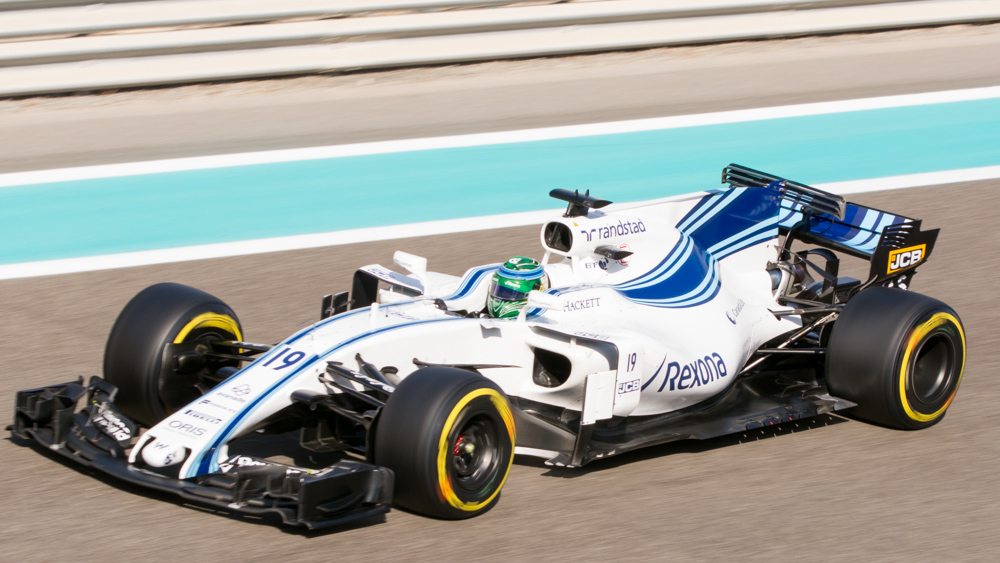
Felipe Massa podczas wyścigu

Grand Prix Abu Zabi 2017 (oficjalnie 2017 Formula 1 Etihad Airways Abu Dhabi Grand Prix) – dwudziesta eliminacja Mistrzostw Świata Formuły 1 w sezonie 2017. Grand Prix odbyło się w dniach 24–26 listopada na torze Yas Marina Circuit na wyspie Yas, Abu Zabi.

## Lista startowa
Źródło: Wyprzedź Mnie!
| Nr | Kierowca           | Zespół                           | Samochód                      | Silnik                | Opony |
| -- | ------------------ | -------------------------------- | ----------------------------- | --------------------- | ----- |
| 2  | Stoffel Vandoorne  | McLaren Honda Formula 1 Team     | McLaren MCL32                 | Honda RA617H 1.6T V6  | P     |
| 3  | Daniel Ricciardo   | Red Bull Racing                  | Red Bull RB13                 | TAG Heuer 1.6T V6     | P     |
| 5  | Sebastian Vettel   | Scuderia Ferrari                 | Ferrari SF70H                 | Ferrari 059/5 1.6T V6 | P     |
| 7  | Kimi Räikkönen     | Scuderia Ferrari                 | Ferrari SF70H                 | Ferrari 062 1.6T V6   | P     |
| 8  | Romain Grosjean    | Haas F1 Team                     | Haas VF-17                    | Ferrari 062 1.6T V6   | P     |
| 9  | Marcus Ericsson    | Sauber F1 Team                   | Sauber C36                    | Ferrari 059/5 1.6T V6 | P     |
| 10 | Pierre Gasly       | Scuderia Toro Rosso              | Toro Rosso STR12              | Renault 1.6T V6       | P     |
| 11 | Sergio Pérez       | Sahara Force India F1 Team       | Force India VJM10             | Mercedes 1.6T V6      | P     |
| 14 | Fernando Alonso    | McLaren Honda Formula 1 Team     | McLaren MCL32                 | Honda RA617H 1.6T V6  | P     |
| 18 | Lance Stroll       | Williams Martini Racing          | Williams FW40                 | Mercedes 1.6T V6      | P     |
| 19 | Felipe Massa       | Williams Martini Racing          | Williams FW40                 | Mercedes 1.6T V6      | P     |
| 20 | Kevin Magnussen    | Haas F1 Team                     | Haas VF-17                    | Ferrari 059/5 1.6T V6 | P     |
| 27 | Nico Hülkenberg    | Renault Sport Formula One Team   | Renault R.S.17                | Renault 1.6T V6       | P     |
| 28 | Brendon Hartley    | Scuderia Toro Rosso              | Toro Rosso STR12              | Renault 1.6T V6       | P     |
| 31 | Esteban Ocon       | Sahara Force India F1 Team       | Force India VJM10             | Mercedes 1.6T V6      | P     |
| 33 | Max Verstappen     | Red Bull Racing                  | Red Bull RB13                 | TAG Heuer 1.6T V6     | P     |
| 35 | George Russell     | Sahara Force India F1 Team       | Force India VJM10             | Mercedes 1.6T V6      | P     |
| 44 | Lewis Hamilton     | Mercedes AMG Petronas Motorsport | Mercedes AMG F1 W08 EQ Power+ | Mercedes 1.6T V6      | P     |
| 50 | Antonio Giovinazzi | Haas F1 Team                     | Haas VF-17                    | Ferrari 059/5 1.6T V6 | P     |
| 55 | Carlos Sainz Jr.   | Renault Sport Formula One Team   | Renault R.S.17                | Renault 1.6T V6       | P     |
| 77 | Valtteri Bottas    | Mercedes AMG Petronas Motorsport | Mercedes AMG F1 W08 EQ Power+ | Mercedes 1.6T V6      | P     |
| 94 | Pascal Wehrlein    | Sauber F1 Team                   | Sauber C36                    | Ferrari 059/5 1.6T V6 | P     |
| Nr | Kierowca           | Zespół                           | Samochód                      | Silnik                | Opony |

## Wyniki

### Sesje treningowe
Źródło: Wyprzedź Mnie
| Sesja | Nr | Kierowca         | Konstruktor | Czas     | Okr. |
| ----- | -- | ---------------- | ----------- | -------- | ---- |
| 1     | 5  | Sebastian Vettel | Ferrari     | 1:39,006 | 23   |
| 2     | 44 | Lewis Hamilton   | Mercedes    | 1:37,877 | 39   |
| 3     | 44 | Lewis Hamilton   | Mercedes    | 1:37,627 | 19   |

### Kwalifikacje
Źródło: Wyprzedź Mnie
| Poz. | Nr | Kierowca          | Konstruktor | Q1       | Q2       | Q3       | Poz. s. |
| --- | --- | ----------------- | ----------- | -------- | -------- | -------- | ------- |
| 1 | 77 | Valtteri Bottas   | Mercedes    | 1:37,356 | 1:36,822 | 1:36,231 | 1       |
| 2 | 44 | Lewis Hamilton    | Mercedes    | 1:37,391 | 1:36,742 | 1:36,403 | 2       |
| 3 | 5 | Sebastian Vettel  | Ferrari     | 1:37,817 | 1:37,023 | 1:36,777 | 3       |
| 4 | 3 | Daniel Ricciardo  | Red Bull    | 1:38,016 | 1:37,583 | 1:36,959 | 4       |
| 5 | 7 | Kimi Räikkönen    | Ferrari     | 1:37,453 | 1:37,302 | 1:36,985 | 5       |
| 6 | 33 | Max Verstappen    | Red Bull    | 1:38,021 | 1:37,777 | 1:37,328 | 6       |
| 7 | 27 | Nico Hülkenberg   | Renault     | 1:38,781 | 1:38,138 | 1:38,282 | 7       |
| 8 | 11 | Sergio Pérez      | Force India | 1:38,601 | 1:38,359 | 1:38,374 | 8       |
| 9 | 31 | Esteban Ocon      | Force India | 1:38,896 | 1:38,392 | 1:38,397 | 9       |
| 10 | 19 | Felipe Massa      | Williams    | 1:38,629 | 1:38,565 | 1:38,550 | 10      |
| 11 | 14 | Fernando Alonso   | McLaren     | 1:38,820 | 1:38,636 |          | 11      |
| 12 | 55 | Carlos Sainz Jr.  | Renault     | 1:38,810 | 1:38,725 |          | 12      |
| 13 | 2 | Stoffel Vandoorne | McLaren     | 1:38,777 | 1:38,808 |          | 13      |
| 14 | 20 | Kevin Magnussen   | Haas        | 1:39,395 | 1:39,298 |          | 14      |
| 15 | 18 | Lance Stroll      | Williams    | 1:39,503 | 1:39,646 |          | 15      |
| 16 | 8 | Romain Grosjean   | Haas        | 1:39,516 |          |          | 16      |
| 17 | 10 | Pierre Gasly      | Toro Rosso  | 1:39,724 |          |          | 17      |
| 18 | 94 | Pascal Wehrlein   | Sauber      | 1:39,930 |          |          | 18      |
| 19 | 9 | Marcus Ericsson   | Sauber      | 1:39,994 |          |          | 19      |
| 20 | 28 | Brendon Hartley   | Toro Rosso  | 1:40,471 |          |          | 20      |
| Poz. | Nr | Kierowca          | Konstruktor | Q1       | Q2       | Q3       | Poz. s. |
| \| Legenda \| Legenda \| \| ------------------------ \| ---------------------------------------------------------------------------------------------------------------------------------------------------------------------------------------------------------------------------------------------------------------- \| \| Poz. Nr Q1 Q2 Q3 Poz. s. \| Pozycja zajęta w sesji kwalifikacyjnej Numer startowy kierowcy Wynik uzyskany w pierwszej części kwalifikacji Wynik uzyskany w drugiej części kwalifikacji Wynik uzyskany w trzeciej części kwalifikacji Pozycja startowa po uwzględnięniu kar, przesunięć, itp. \| | |                   |             |          |          |          |         |
| Legenda | |                   |             |          |          |          |         |
| Poz. Nr Q1 Q2 Q3 Poz. s. | Pozycja zajęta w sesji kwalifikacyjnej Numer startowy kierowcy Wynik uzyskany w pierwszej części kwalifikacji Wynik uzyskany w drugiej części kwalifikacji Wynik uzyskany w trzeciej części kwalifikacji Pozycja startowa po uwzględnięniu kar, przesunięć, itp. |                   |             |          |          |          |         |

Uwagi
1. ↑  Brendon Hartley otrzymał karę cofnięcia na starcie o 10 pozycji za przekroczenie limitu użycia części jednostki napędowej.

### Wyścig
Źródło: Wyprzedź Mnie!
| P                 | + / –     | Nr | Kierowca          | Konstruktor | Okr. | Czas / Strata | Komentarz         |
| ----------------- | --------- | -- | ----------------- | ----------- | ---- | ------------- | ----------------- |
| 1                 | Bez zmian | 77 | Valtteri Bottas   | Mercedes    | 55   | 1h34m14,063   |                   |
| 2                 | Bez zmian | 44 | Lewis Hamilton    | Mercedes    | 55   | +0:03,899     |                   |
| 3                 | Bez zmian | 5  | Sebastian Vettel  | Ferrari     | 55   | +0:19,330     |                   |
| 4                 | 1         | 7  | Kimi Räikkönen    | Ferrari     | 55   | +0:45,386     |                   |
| 5                 | 1         | 33 | Max Verstappen    | Red Bull    | 55   | +0:46,269     |                   |
| 6                 | 1         | 27 | Nico Hülkenberg   | Renault     | 55   | +1:25,713     |                   |
| 7                 | 1         | 11 | Sergio Pérez      | Force India | 55   | +1:32,062     |                   |
| 8                 | 1         | 31 | Esteban Ocon      | Force India | 55   | +1:38,911     |                   |
| 9                 | 2         | 14 | Fernando Alonso   | McLaren     | 54   | +1 okr.       |                   |
| 10                | Bez zmian | 19 | Felipe Massa      | Williams    | 54   | +1 okr.       |                   |
| 11                | 5         | 8  | Romain Grosjean   | Haas        | 54   | +1 okr.       |                   |
| 12                | 1         | 2  | Stoffel Vandoorne | McLaren     | 54   | +1 okr.       |                   |
| 13                | 1         | 20 | Kevin Magnussen   | Haas        | 54   | +1 okr.       |                   |
| 14                | 4         | 94 | Pascal Wehrlein   | Sauber      | 54   | +1 okr.       |                   |
| 15                | 5         | 28 | Brendon Hartley   | Toro Rosso  | 54   | +1 okr.       |                   |
| 16                | 1         | 10 | Pierre Gasly      | Toro Rosso  | 54   | +1 okr.       |                   |
| 17                | 2         | 9  | Marcus Ericsson   | Sauber      | 54   | +1 okr.       |                   |
| 18                | 3         | 18 | Lance Stroll      | Williams    | 54   | +1 okr.       |                   |
| Niesklasyfikowani |           |    |                   |             |      |               |                   |
|                   |           | 55 | Carlos Sainz Jr.  | Renault     | 31   | +24 okr.      | niedokręcone koło |
|                   |           | 3  | Daniel Ricciardo  | Red Bull    | 20   | +35 okr.      | hydraulika        |
| P                 | + / –     | Nr | Kierowca          | Konstruktor | Okr. | Czas / Strata | Komentarz         |

### Najszybsze okrążenie
Źródło: Wyprzedź Mnie!
| Nr | Kierowca        | Konstruktor | Czas     | Okr. |
| -- | --------------- | ----------- | -------- | ---- |
| 77 | Valtteri Bottas | Mercedes    | 1:40,650 | 52   |

### Prowadzenie w wyścigu
| Nr                              | Kierowca        | Konstruktor | Okrążenia   | Suma |
| ------------------------------- | --------------- | ----------- | ----------- | ---- |
| 77                              | Valtteri Bottas | Mercedes    | 1-21, 25-55 | 52   |
| 44                              | Lewis Hamilton  | Mercedes    | 22-24       | 3    |
| \| Wykres \| \| ------ \| \| \| |                 |             |             |      |
| Źródło: racing-reference.info   |                 |             |             |      |
| Wykres                          |                 |             |             |      |
|                                 |                 |             |             |      |

## Klasyfikacja po zakończeniu wyścigu

### Kierowcy
| P                 | +/− | Kierowca           | Starty | Punkty | P1 | P2 | P3 | PP | NO | NS |
| ----------------- | --- | ------------------ | ------ | ------ | -- | -- | -- | -- | -- | -- |
| 1                 | 0   | Lewis Hamilton     | 20     | 363    | 9  | 4  | –  | 11 | 7  | –  |
| 2                 | 0   | Sebastian Vettel   | 20     | 317    | 5  | 6  | 2  | 4  | 5  | 2  |
| 3                 | 0   | Valtteri Bottas    | 20     | 305    | 3  | 6  | 4  | 4  | 2  | 1  |
| 4                 | +1  | Kimi Räikkönen     | 19     | 205    | –  | 2  | 5  | 1  | 2  | 2  |
| 5                 | −1  | Daniel Ricciardo   | 20     | 200    | 1  | 1  | 7  | –  | 1  | 6  |
| 6                 | 0   | Max Verstappen     | 20     | 168    | 2  | 1  | 1  | –  | 1  | 7  |
| 7                 | 0   | Sergio Pérez       | 20     | 100    | –  | –  | –  | –  | 1  | 1  |
| 8                 | 0   | Esteban Ocon       | 20     | 87     | –  | –  | –  | –  | –  | 1  |
| 9                 | 0   | Carlos Sainz Jr.   | 20     | 54     | –  | –  | –  | –  | –  | 8  |
| 10                | +2  | Nico Hülkenberg    | 20     | 43     | –  | –  | –  | –  | –  | 6  |
| 11                | −1  | Felipe Massa       | 19     | 43     | –  | –  | –  | –  | –  | 2  |
| 12                | −1  | Lance Stroll       | 20     | 40     | –  | –  | 1  | –  | –  | 4  |
| 13                | 0   | Romain Grosjean    | 20     | 28     | –  | –  | –  | –  | –  | 3  |
| 14                | 0   | Kevin Magnussen    | 20     | 19     | –  | –  | –  | –  | –  | 5  |
| 15                | 0   | Fernando Alonso    | 18     | 17     | –  | –  | –  | –  | 1  | 7  |
| 16                | 0   | Stoffel Vandoorne  | 19     | 13     | –  | –  | –  | –  | –  | 5  |
| 17                | 0   | Jolyon Palmer      | 15     | 8      | –  | –  | –  | –  | –  | 4  |
| 18                | 0   | Pascal Wehrlein    | 18     | 5      | –  | –  | –  | –  | –  | 3  |
| 19                | 0   | Daniił Kwiat       | 15     | 5      | –  | –  | –  | –  | –  | 4  |
| 20                | 0   | Marcus Ericsson    | 20     | 0      | –  | –  | –  | –  | –  | 6  |
| 21                | 0   | Pierre Gasly       | 5      | 0      | –  | –  | –  | –  | –  | –  |
| 22                | 0   | Antonio Giovinazzi | 2      | 0      | –  | –  | –  | –  | –  | 1  |
| 23                | 0   | Brendon Hartley    | 4      | 0      | –  | –  | –  | –  | –  | 2  |
| Niesklasyfikowani |     |                    |        |        |    |    |    |    |    |    |
|                   |     | Jenson Button      | 1      | –      | –  | –  | –  | –  | –  | 1  |
|                   |     | Paul di Resta      | 1      | –      | –  | –  | –  | –  | –  | 1  |
| P                 | +/− | Kierowca           | Starty | Punkty | P1 | P2 | P3 | PP | NO | NS |

### Konstruktorzy
| P  | +/− | Konstruktor               | Starty | Punkty | P1 | P2 | P3 | PP | NO | NS |
| -- | --- | ------------------------- | ------ | ------ | -- | -- | -- | -- | -- | -- |
| 1  | 0   | Mercedes                  | 40     | 668    | 12 | 10 | 4  | 15 | 9  | 1  |
| 2  | 0   | Ferrari                   | 39     | 522    | 5  | 8  | 7  | 5  | 7  | 4  |
| 3  | 0   | Red Bull Racing TAG Heuer | 40     | 368    | 3  | 2  | 8  | –  | 2  | 13 |
| 4  | 0   | Force India Mercedes      | 40     | 187    | –  | –  | –  | –  | 1  | 2  |
| 5  | 0   | Williams Mercedes         | 40     | 83     | –  | –  | 1  | –  | –  | 7  |
| 6  | +1  | Renault                   | 39     | 57     | –  | –  | –  | –  | –  | 12 |
| 7  | −1  | Toro Rosso                | 40     | 53     | –  | –  | –  | –  | –  | 12 |
| 8  | 0   | Haas Ferrari              | 40     | 47     | –  | –  | –  | –  | –  | 8  |
| 9  | 0   | McLaren Honda             | 38     | 30     | –  | –  | –  | –  | 1  | 13 |
| 10 | 0   | Sauber                    | 40     | 5      | –  | –  | –  | –  | –  | 10 |
| P  | +/− | Kierowca                  | Starty | Punkty | P1 | P2 | P3 | PP | NO | NS |